# Beim nächsten Kuß knall’ ich ihn nieder
Beim nächsten Kuß knall’ ich ihn nieder ist ein deutscher episodenhafter Spielfilm aus dem Jahr 1995 von Hans-Christoph Blumenberg über die wechselvolle Karriere des deutschen Schauspielers und Regisseurs Reinhold Schünzel, gespielt von Peter Fitz.

## Handlung
Der Film zeigt in einer Art Revue das Leben des bedeutenden Komödienspezialisten, der bis 1937 einen Filmerfolg nach dem anderen drehte, ehe er über Nacht Nazi-Deutschland fluchtartig verließ, um in Hollywood seine Karriere, mit deutlich weniger Erfolg, fortzusetzen. In 33 Spielszenen wird das Künstlerleben Reinhold Schünzels aufgeblättert, das den Betrachter nach Berlin, Karlsbad, Hollywood, Pacific Palisades, New York und schließlich München führt.

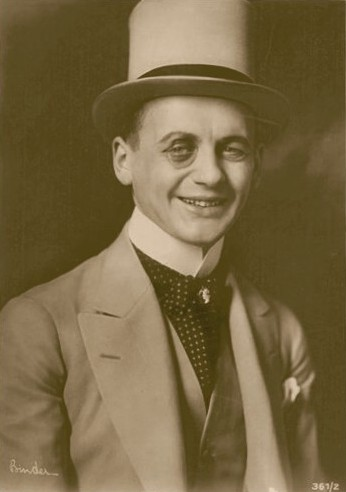
Reinhold Schünzel um 1921 auf einer Fotografie von Alexander Binder

Ab 1933 wird der ehemalige Schauspieler und nunmehrige Starregisseur zum Jongleur in eigener Sache, der im Dritten Reich mit seinen beliebten und originellen Komödien sorgfältig austariert, wie weit er, der nach NS-Lesart „Halbjude“ war, unter den neuen Machthabern gehen kann. Dabei erscheint Schünzels Leben bisweilen wie seine zahllosen Filmrollen, die er seit dem Ersten Weltkrieg spielte: mal ein Gaunerstück, dann wieder wie klares Schmierentheater, immer wieder eine Komödie und eine Tragödie, bisweilen ein Sittenstück, eine Seifenoper, ein Roadmovie und schließlich ein Kriminalfilm.

## Produktionsnotizen
Beim nächsten Kuß knall’ ich ihn nieder – der Titel verweist auf die gleichnamige Dialogzeile in Schünzels letzter deutscher Inszenierung Land der Liebe – wurde ab Anfang November 1994 bis in das darauf folgende Jahr hinein in Hamburg gedreht und am 29. Oktober 1995 im Rahmen der Hofer Filmtage uraufgeführt. Massenstart war der 11. April 1996.
Heikko Deutschmann fungierte aus dem Off als Erzähler.

## Kritiken
„Wie ein Seiltänzer führt der Film auf Schünzels schmaler Lebenslinie seine Kapriolen auf. Die biographischen Fakten sind das Netz, das diesem Akt Sicherheit verleiht. Aber der Film würde im Zweifelsfall auch ohne Schünzel funktionieren. Und deshalb muß man auch nichts von Schünzel wissen, um ‚Beim nächsten Kuß knall' ich ihn nieder!‘ genießen zu können. Es ist kein geringes Verdienst dieses Films, daß er Reinhold Schünzel wieder in das Rampenlicht der Erinnerung holt. (…) Blumenbergs Schünzel ist kein Mann der einfachen Pointe, sondern jemand, der seine Sätze so genau setzen kann, daß ihre Spitzen den Gegner treffen, ohne daß er es merkt. Das liegt auch an Peter Fitz, der den Schünzel mit einer Lust spielt, die sich in jeder Szene mitteilt. Und obwohl er nun wahrlich nicht die Figur eines Tänzers hat, bewegt er sich mit einer unglaublichen Leichtigkeit durch dieses Leben, bis ihm mehr und mehr der Boden unter den Füßen weggezogen wird.“

„Der von einem intelligenten Regiekonzept und einem grandiosen Hauptdarsteller getragene Film besticht nicht nur durch seine brillant-bissigen Dialoge, sondern auch durch seinen amüsant-entlarvenden Blick auf ein Stück (Film-)Geschichte.“